# Chthonius mingazzinii
Espèce
Chthonius mingazzinii est une espèce de pseudoscorpions de la famille des Chthoniidae.

## Distribution
Cette espèce est endémique d'Émilie-Romagne en Italie,Elle se rencontre vers Brisighella.

## Étymologie
Cette espèce est nommée en l'honneur d'Alfio Mingazzini.

## Publication originale
- Callaini, 1991 : Due interessanti pseudoscorpioni dell'Italia centro-settentrionale (Arachnida). Bollettino del Museo Civico di Storia Naturale di Verona, vol. 15, p. 265-272.